# Puerto de la Cruz
Puerto de la Cruz is een gemeente in de Spaanse provincie Santa Cruz de Tenerife in de regio Canarische Eilanden met een oppervlakte van 9 km². Puerto de la Cruz telt 29.497 inwoners (1 januari 2016).
Deze stad ligt aan de noordkust van het Canarische eiland Tenerife in de Orotavavallei aan de voet van de vulkaan El Teide.
De belangrijkste economische activiteit is het toerisme. Direct voor de stad, aan de kust ligt Lago Martiánez, een kunstmatig meer met een oppervlakte van zo'n 30.000 m², omgeven door restaurants, tuinen en zwembaden. Ten zuiden hiervan ligt kasteel San Felipe dat halverwege de 17e eeuw werd gebouwd om de plaats te beschermen tegen de aanvallen van onder andere Engelse piraten. Eind 18e eeuw werd de start gemaakt met de aanleg van een botanische tuin. De Jardin de Aclimatación de La Orotava is ruim 20.000 m² groot en telt meer dan 4.000 plantensoorten.

## Demografische ontwikkeling
Bron: INE; 1857-2011: volkstellingen

## Foto's

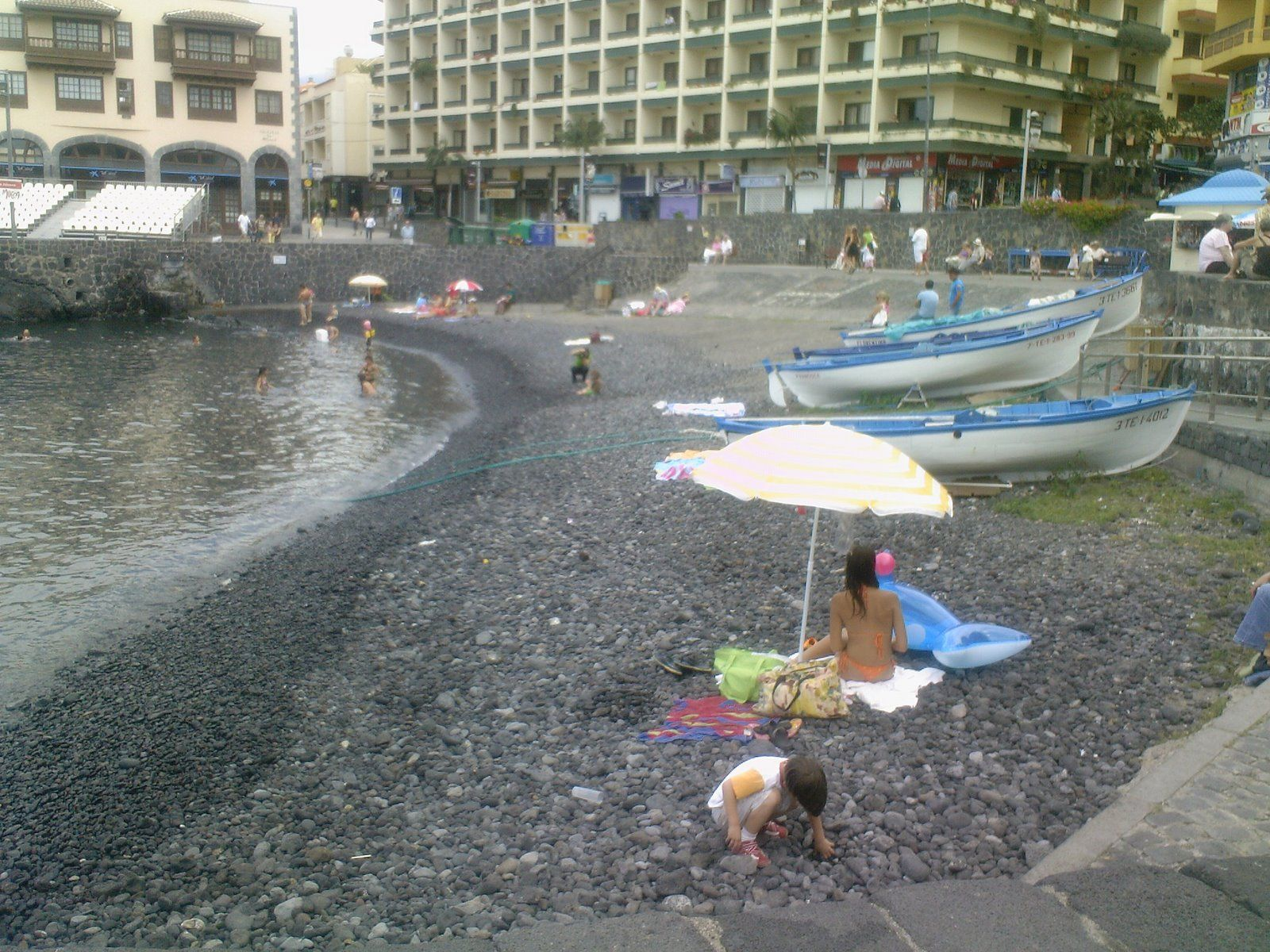
oude haven
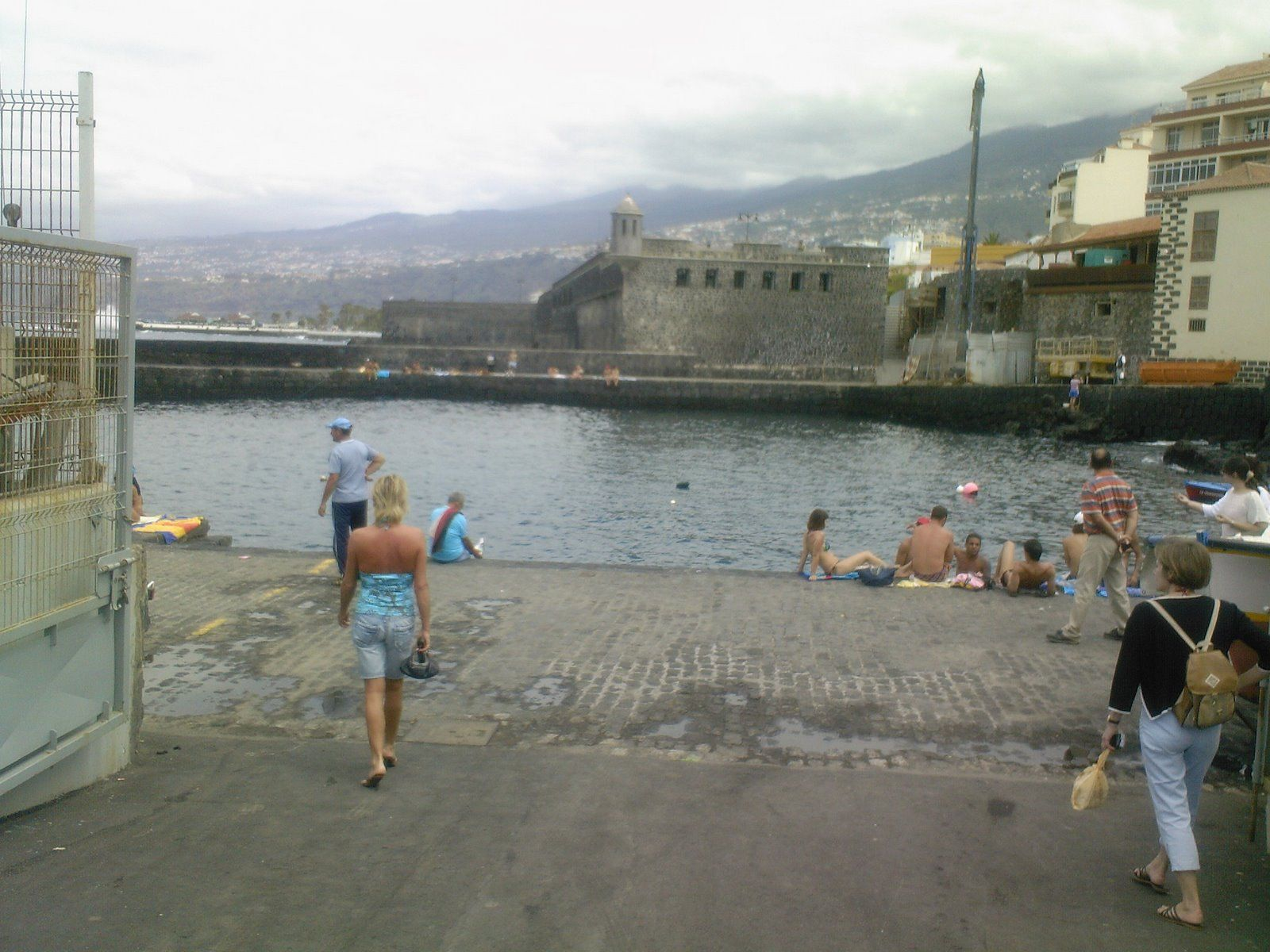
oude haven met kasteel San Felipe
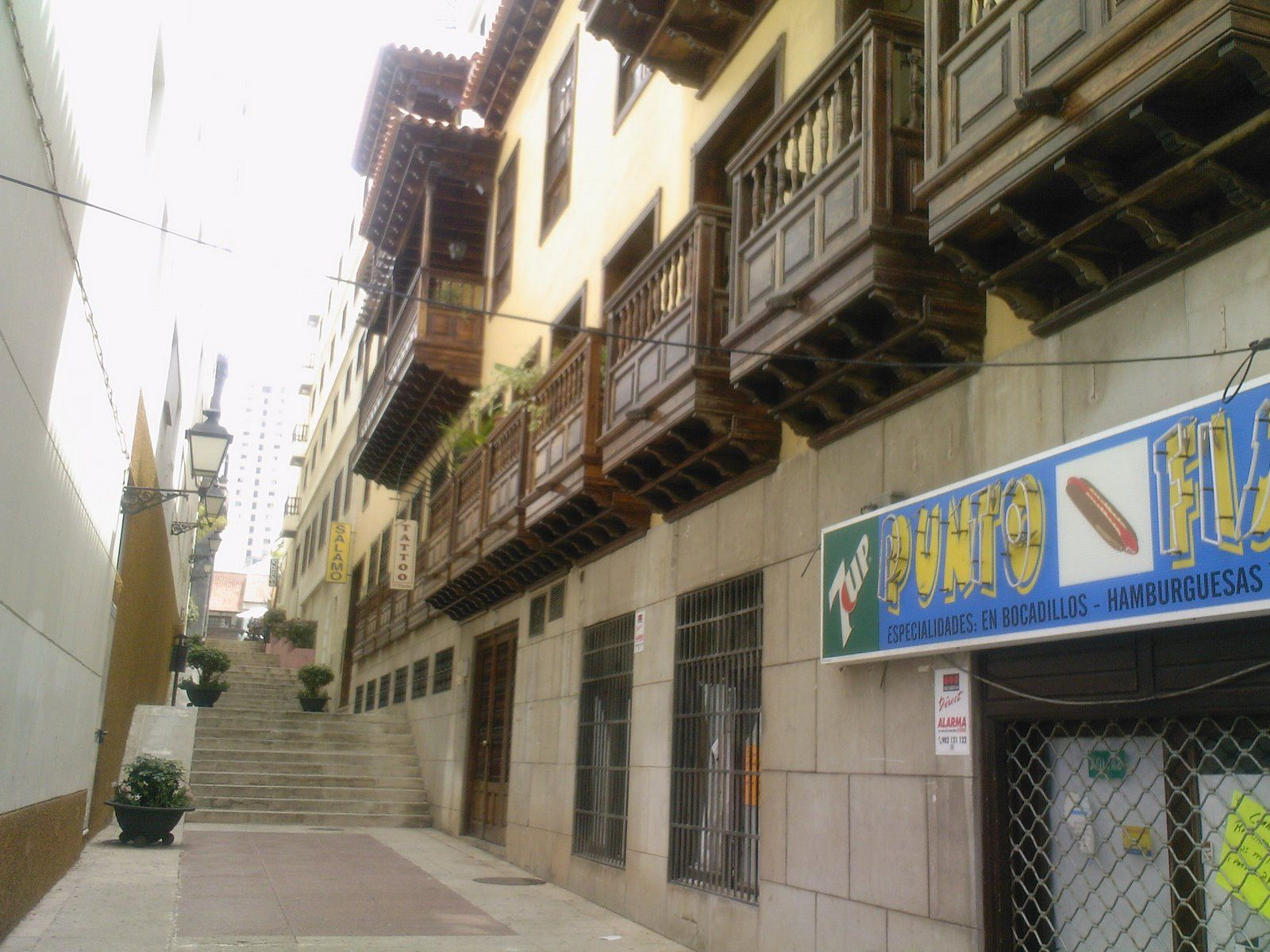
typische houten balkons
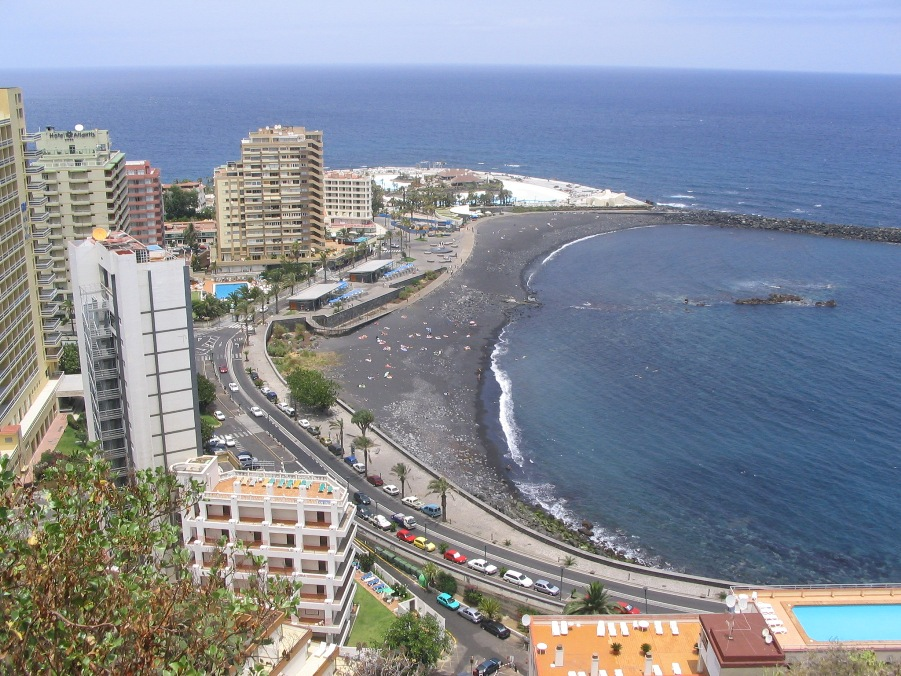
Playa de Martianez, donker lavazandstrand en zeezwembad Lago Martiánez op de achtergrond
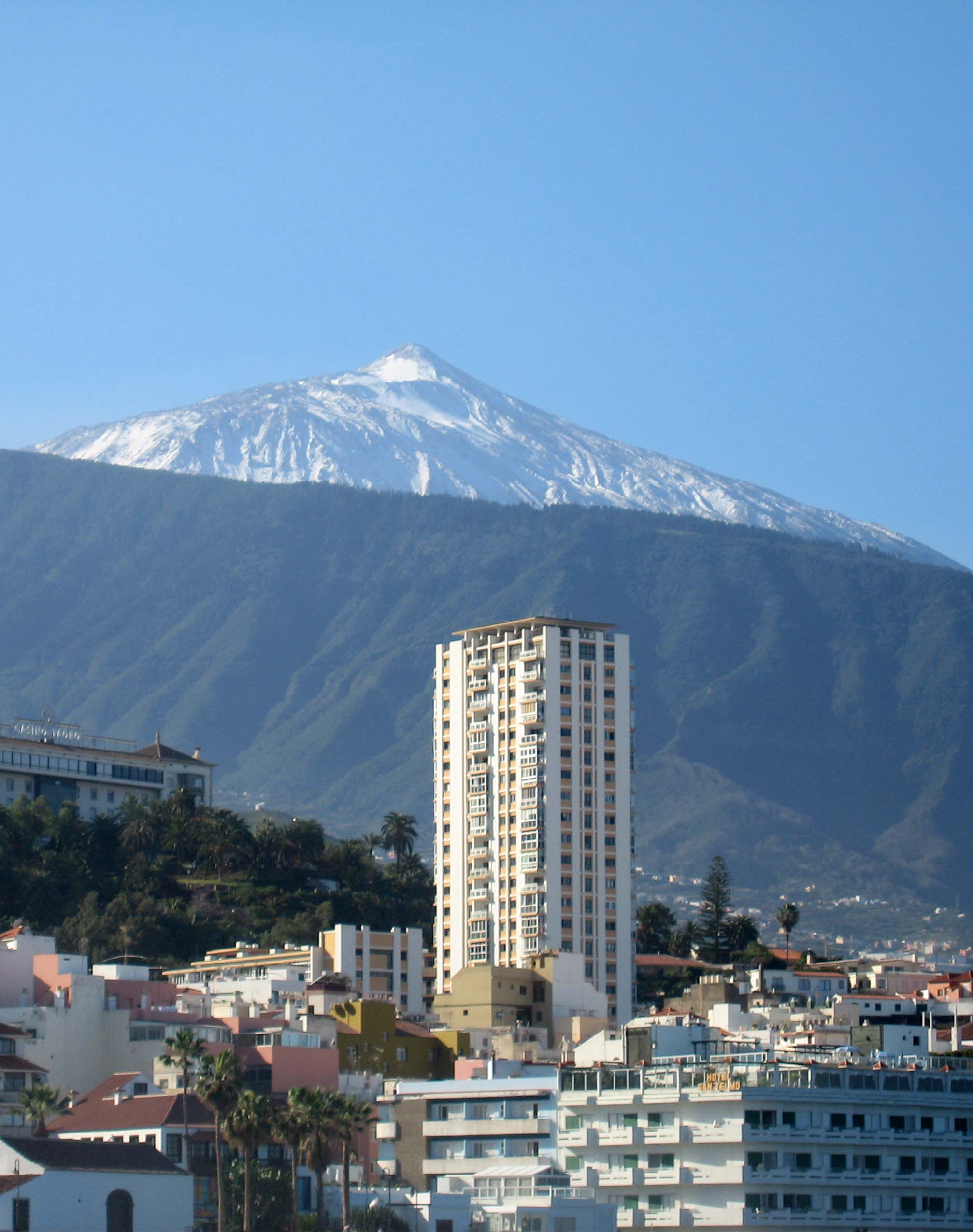
El Teide gezien vanuit Puerto de la Cruz

Adeje · Arafo · Arico · Arona · Buenavista del Norte · Candelaria · Costa del Silencio · Fasnia · Garachico · Granadilla de Abona · La Guancha · Guía de Isora · Güímar · Icod de los Vinos · La Matanza de Acentejo · La Orotava · Puerto de la Cruz · Los Realejos · El Rosario · San Cristóbal de La Laguna · San Juan de la Rambla · San Miguel de Abona · Santa Cruz de Tenerife · Santa Úrsula · Santiago del Teide · El Sauzal · Los Silos · Tacoronte · El Tanque · Tegueste · La Victoria de Acentejo · Vilaflor de Chasna